# Raúl Palacios
Raúl Palacios, mit vollständigem Namen Raúl Alejandro Palacios Gamboa, (* 30. Oktober 1976 in Los Andes) ist ein ehemaliger chilenischer Fußballspieler. Der zentrale Mittelfeldspieler absolvierte 14 Länderspiele für die chilenische Nationalmannschaft, in denen er zwei Tore erzielte.

## Karriere

### Verein
Raúl Palacios begann in der Jugend des CSD Colo-Colo mit dem Fußballspielen und schaffte es 1994 in die Profimannschaft. Allerdings konnte er sich bei Colo-Colo nicht durchsetzen und wurde zu den Vereinen Unión San Felipe, Everton und Santiago Morning verliehen. Nach seiner Rückkehr zu den Albos wurde er zwar Nationalspieler, doch Colo-Colo geriet mehr und mehr in finanzielle Schwierigkeiten, so dass viele Spieler den Verein verließen oder verlassen mussten. Palacios ging zu Santiago Morning zurück, blieb dort allerdings nicht lange so wie auch bei seinen weiteren Klubs in Spanien, den USA und Chile. Erst für Coquimbo Unido lief Palacios länger als ein Jahr auf und spielte dort von 2003 bis 2004 sowie von 2007 bis 2009. Seine Karriere beendete Palacios dann schließlich 2009 bei San Marcos.

### Nationalmannschaft
Raúl Palacios debütierte in der chilenischen Nationalmannschaft unter Nelson Acosta beim Freundschaftsspiel im April 1999 gegen Bolivien. Beim 1:1-Unentschieden wurde er 11 Minuten vor Spielende für Esteban Valencia eingewechselt. Rund zwei Monate später erzielte er sein erstes Länderspieltor beim 1:0-Erfolg im Freundschaftsspiel erneut gegen Bolivien.
Bei der Copa América 1999 absolvierte Palacios alle sechs Partien für La Roja. Bei den beiden Niederlagen in den Gruppenspielen gegen Mexiko und Brasilien wurde er jeweils eingewechselt. Chile schied im Halbfinale gegen Uruguay nach Elfmeterschießen aus. Beim Spiel um Platz 3 verlor Chile gegen Gruppengegner Mexiko mit 1:2, wobei Palacios den zwischenzeitlichen Ausgleich erzielte. Zum letzten Mal für La Roja lief Palacios bei der Copa Ciudad de Valparaíso im Februar 2000 gegen die Slowakei auf. Insgesamt absolvierte er 14 Länderspiele und erzielte zwei Tore.

## Erfolge
Colo-Colo
- Chilenischer Pokalsieger: 1994

Coquimbo Unido
- Meister der Primera B: 2008-C